# Палмер, Джолион
Джо́лион Па́лмер (англ. Jolyon Palmer; родился 20 января 1991 года в Хоршаме, Великобритания) — потомственный британский автогонщик; пилот Формулы-1 в 2016—2017 годы; чемпион серии GP2 (2014); вице-чемпион серии FIA Формула-2 (2010). Сын пилота Формулы-1 Джонатана Палмера.

## Личные данные
Джолион — старший из двух сыновей британского автогонщика Джонатана Палмера, выступавшего в Формуле-1 и после окончания активной гоночной карьеры активно работающего в организации различных автоспортивных соревнований в Великобритании и Европе. Его младшего брата зовут Уильям.

## Спортивная карьера
Джолион впервые попробовал себя за рулём в 2004 году, попробовав себя за рулём карта категории MiniMax. Неплохая скорость, продемонстрированная уже в первых боевых кругах на этой технике, постепенно позволила Палмеру-младшему поднимать свой интерес к подобным стартам всё на более высокий уровень. Через год, при поддержке отца, Джолион попробовал себя в более серьёзных гонках: в юниорском кузовном первенстве T Cars, где за несколько лет проявил себя достаточно быстрым и стабильным пилотом, выиграв несколько гонок. Видя успехи сына, Джонатан решил попробовать его в гонках формульного типа, устроив Джолиона в проводимое одной из его компаний первенство Formula Palmer Audi. Здесь Палмер-младший также смог быстро достичь уровня конкурентов по скорости и стабильности, регулярно выигрывая гонки и финишируя на подиумных позициях; на второй сезон в подобных гонках британец смог бороться с лидерами общего зачёта на протяжении большей части сезона, заняв третьей место как в основном чемпионате, так и в осеннем кубке.
В 2009 году выступления в Formula Palmer Audi продолжились лишь на ограниченном расписании, а основные силы Джолион и Джонатан направили на участие в серии FIA Формуле-2, также проводившейся при участии компании Палмера-старшего. Первый сезон нового первенства собрал очень сильный состав и даже максимально равные условия для работы с техникой не позволили Джолиону быстро освоиться в чемпионате нового для него уровня и он лишь раз за 16 гонок сезона добрался до очковой зоны на финише гонок. Через год чуть понизился и уровень пилотов, а возросший уровень стабильности Палмера-младшего позволил ему регулярно бороться за победы и лишь не слишком стабильные результаты в концовке года, не позволили британцу завоевать титул, уступив 42 очка соотечественнику Дину Стоунмену.
Уровень прогресса Джолиона был оценен Джонатаном на достаточном уровне и в 2011 году Палмер-старший смог устроить своего сына в GP2, где тот провёл следующие четыре сезона. Здесь британец также не показывал сколько-нибудь выдающихся результатов в первых гонках, но постепенно накапливая опыт работы с техникой на этом уровне и регулярно меняя команды, смог начать улучшать свои результаты: в 2012 году стал регулярно набирать очки и выиграл свою первую гонку, ещё через год впервые закончил сезон в Top10, а в 2014 году наконец дорос и до борьбы за титул, заметно превосходя всех конкурентов по стабильности и выиграв четыре гонки он за три старта до конца сезона смог досрочно оформить титул. Финансирования на место боевого пилота в Формуле-1 найти не удалось и лучшее, что Палмер смог найти для своего сына было место тест-пилота сначала в Force India, а затем в Lotus.
24 октября, во время Гран-при США, команда Лотус объявила, что Палмер станет боевым пилотом в 2016-м году

## Формула-1
Дебютировал в первой гонке сезона-2016, гран-при Австралии, где показал 11 результат. Вплоть до Малайзии этот результат оставался лучшим, и только в 16-й гонке он набрал первое очко за 10 место.
Следующих набранных очков пришлось ждать почти год — всего за один этап до следующего гран-при Малайзии, в Сингапуре, он финишировал 6-м и увеличил количество набранных очков за карьеру сразу в 9 раз.

## Статистика результатов в моторных видах спорта
| 2005 | Осенний трофей T Cars               | н/д                  | 7               | 0               | 0               | 0               | 92              | 5-й             |
| 2006 | T Cars                              | PalmerSport Junior   | 20              | 1               | н/д             | 0               | 101             | 5-й             |
| 2007 | Formula Palmer Audi                 |                      | 15              | 1               | н/д             | 2               | 187             | 10-й            |
| 2007 | T Cars                              | PalmerSport Junior   | 2               | 1               | 0               | 2               | 24              | 11-й            |
| 2008 | Formula Palmer Audi                 |                      | 20              | 3               | 3               | 1               | 338             | 3-й             |
| 2008 | Formula Palmer Audi. Осенний трофей |                      | 6               | 0               | 0               | 0               | 89              | 3-й             |
| 2009 | Formula Palmer Audi                 |                      | 8               | 2               | 2               | 1               | 70              | 16-й            |
| 2009 | FIA Формула-2                       | MotorSport Vision    | 16              | 0               | 0               | 0               | 3               | 21-й            |
| 2010 | FIA Формула-2                       | MotorSport Vision    | 18              | 5               | 4               | 5               | 242             | 2-й             |
| 2011 | GP2 Asia                            | Arden International  | 4               | 0               | 0               | 0               | 0               | НК              |
| 2011 | GP2                                 | Arden International  | 18              | 0               | 0               | 0               | 0               | НК              |
| 2011 | GP2 Final                           | Addax Team           | 2               | 0               | 0               | 0               | 9               | 4-й             |
| 2012 | GP2                                 | iSport International | 22              | 0               | 1               | 1               | 78              | 11-й            |
| 2013 | GP2                                 | Carlin               | 22              | 1               | 2               | 2               | 119             | 7-й             |
| 2014 | GP2                                 | DAMS                 | 22              | 3               | 3               | 4               | 276             | 1-й             |
| 2014 | Формула-1                           | Force India F1       | тест-пилот      | тест-пилот      | тест-пилот      | тест-пилот      | тест-пилот      | тест-пилот      |
| 2015 | Формула-1                           | Lotus F1             | резервный пилот | резервный пилот | резервный пилот | резервный пилот | резервный пилот | резервный пилот |

### FIA Формула-2
| 2009 | VA1 21 | BR1 10 | SP1 16 | BH1 12 | DO1 16 | OS1 15 | IM1 12 | CA1 13 |        | 3   | 21-й |
| 2009 | VA2 НФ | BR2 14 | SP2 НФ | BH2 16 | DO2 12 | OS2 19 | IM2 6  | CA2 11 |        | 3   | 21-й |
| 2010 | SI1 1  | MA1 НФ | MN1 1  | ZO1 2  | AL1 1  | BH1 8  | BR1 5  | OS1 3  | VA1 7  | 242 | 2-й  |
| 2010 | SI2 2  | MA2 5  | MN2 1  | ZO2 2  | AL2 2  | BH2 НФ | BR2 1  | OS2 12 | VA2 13 | 242 | 2-й  |
| 2011 | -      | -      | -      | NÜ1 НС | -      | -      | -      | -      |        | 0   | НК   |
| 2011 | -      | -      | -      | NÜ2 НС | -      | -      | -      | -      |        | 0   | НК   |

Жирным выделен старт с поул-позиции. Курсивом — быстрейший круг в гонке.
В первой строчке показаны результаты длинных (субботних) гонок, во второй — спринтерских (воскресных) гонок.

### GP2
| 2011 | Arden  | TUF 17 | ESF 18 | MOF НК | VAF 9  | GBF 20 | GEF 19 | HUF 22 | BEF НФ | ITF НФ |        |        |        | 0   | НК   |
| 2011 | Arden  | TUS 9  | ESS 17 | MOS 11 | VAS НФ | GBS 16 | GES НФ | HUS 18 | BES 14 | ITS 19 |        |        |        | 0   | НК   |
| 2012 | iSport | MY1 17 | BA1 НС | BA3 24 | CA1 9  | MO1 6  | VA1 НФ | SI1 3  | HO1 18 | HU1 6  | SP1 НФ | MO1 7  | SI1 НФ | 78  | 11-й |
| 2012 | iSport | MY2 12 | BA2 7  | BA4 22 | CA2 НС | MO2 1  | VA2 НФ | SI2 5  | HO2 18 | HU2 5  | SP2 10 | MO2 3  | SI2 НФ | 78  | 11-й |
| 2013 | Carlin | MYF 6  | BHF 5  | ESF 10 | MOF НФ | GBF 6  | GEF 24 | HUF 1  | BEF 15 | ITF НФ | SGF 1  | ABF 2  |        | 119 | 7-й  |
| 2013 | Carlin | MYS 9  | BHS 6  | ESS 4  | MOS 12 | GBS НФ | GES 11 | HUS 12 | BES 6  | ITS 10 | SGS 17 | ABS НФ |        | 119 | 7-й  |
| 2014 | DAMS   | BHF 3  | ESF 2  | MOF 1  | AUF 5  | GBF 2  | GEF 3  | HUF 4  | BEF 6  | ITF 8  | RUF 1  | ABF 2  |        | 276 | 1-й  |
| 2014 | DAMS   | BHS 1  | ESS 2  | MOS 7  | AUS 6  | GBS 4  | GES 6  | HUS 2  | BES 3  | ITS 1  | RUS 10 | ABS НФ |        | 276 | 1-й  |

Жирным выделен старт с поул-позиции. Курсивом — быстрейший круг в гонке.
В первой строчке показаны результаты длинных (субботних) гонок, во второй — спринтерских (воскресных) гонок.

### Формула-1
| Легенда к таблице |                                                                    |
| --- | ------------------------------------------------------------------ |
| В таблице перечислены результаты всех Гран-при Формулы-1, в которых принимал участие гонщик. Строками таблицы являются сезоны, столбцами — этапы чемпионата мира. В каждой клетке указаны сокращённое название этапа и результат, дополнительно обозначенный цветом. Расшифровка обозначений и цветов представлена в нижеследующей таблице. |                                                                    |
| \| Пример \| Описание \| \| ------------ \| ------------------------------------------------------------------ \| \| 1 \| Победитель \| \| 2 \| Второе место \| \| 3 \| Третье место \| \| 5 \| Финишировал, заработав очки \| \| Сход \| Не финишировал, но при этом заработал очки \| \| 12 \| Финишировал, не получив очков \| \| НКЛ \| Финишировал, но не попал в финальную классификацию \| \| 15 \| Участвовал вне зачёта, либо по отдельной классификации \| \| 18 \| Не финишировал, но попал в финальную классификацию \| \| Сход \| Не финишировал \| \| НКВ \| Не прошёл квалификацию \| \| НПКВ \| Не прошёл предквалификацию \| \| ДСК \| Дисквалифицирован \| \| ИСК \| Исключён из протокола соревнований \| \| ТТ \| Заявлен для участия только в тренировках \| \| НС \| Участвовал в квалификации, но не стартовал в гонке \| \| Т \| Травмирован или болен \| \| ОТК \| Отказ от участия \| \| НТР \| Прибыл на соревнования, но на трассу не выезжал \| \| НПР \| Был заявлен в числе участников, но не прибыл к началу соревнований \| \| О \| Соревнования отменены \| \| \| Не участвовал \| \| Поул-позиция \| \| \| Быстрый круг \| \| |                                                                    |
| Пример | Описание                                                           |
| 1 | Победитель                                                         |
| 2 | Второе место                                                       |
| 3 | Третье место                                                       |
| 5 | Финишировал, заработав очки                                        |
| Сход | Не финишировал, но при этом заработал очки                         |
| 12 | Финишировал, не получив очков                                      |
| НКЛ | Финишировал, но не попал в финальную классификацию                 |
| 15 | Участвовал вне зачёта, либо по отдельной классификации             |
| 18 | Не финишировал, но попал в финальную классификацию                 |
| Сход | Не финишировал                                                     |
| НКВ | Не прошёл квалификацию                                             |
| НПКВ | Не прошёл предквалификацию                                         |
| ДСК | Дисквалифицирован                                                  |
| ИСК | Исключён из протокола соревнований                                 |
| ТТ | Заявлен для участия только в тренировках                           |
| НС | Участвовал в квалификации, но не стартовал в гонке                 |
| Т | Травмирован или болен                                              |
| ОТК | Отказ от участия                                                   |
| НТР | Прибыл на соревнования, но на трассу не выезжал                    |
| НПР | Был заявлен в числе участников, но не прибыл к началу соревнований |
| О | Соревнования отменены                                              |
| | Не участвовал                                                      |
| Поул-позиция |                                                                    |
| Быстрый круг |                                                                    |

| Сезон | Команда               | Шасси          | Двигатель              | Ш | 1        | 2      | 3      | 4        | 5      | 6        | 7        | 8        | 9      | 10       | 11     | 12     | 13       | 14       | 15     | 16     | 17     | 18     | 19     | 20       | 21     | Место | Очки |
| ----- | --------------------- | -------------- | ---------------------- | - | -------- | ------ | ------ | -------- | ------ | -------- | -------- | -------- | ------ | -------- | ------ | ------ | -------- | -------- | ------ | ------ | ------ | ------ | ------ | -------- | ------ | ----- | ---- |
| 2016  | Renault Sport F1 Team | Renault R.S.16 | Renault RE16 1,6 V6T   | P | АВС 11   | БАХ НС | КИТ 22 | РОС 13   | ИСП 13 | МОН Сход | КАН Сход | ЕВР 15   | АВТ 12 | ВЕЛ Сход | ВЕН 12 | ГЕР 19 | БЕЛ 15   | ИТА Сход | СИН 15 | МАЛ 10 | ЯПО 12 | США 13 | МЕК 14 | БРА Сход | АБУ 17 | 18    | 1    |
| 2017  | Renault Sport F1 Team | Renault R.S.17 | Renault R.E.17 1,6 V6T | P | АВС Сход | КИТ 13 | БАХ 13 | РОС Сход | ИСП 15 | МОН 11   | КАН 11   | АЗЕ Сход | АВТ 11 | ВЕЛ НС   | ВЕН 12 | БЕЛ 13 | ИТА Сход | СИН 6    | МАЛ 15 | ЯПО 12 | США    | МЕК    | БРА    | АБУ      |        | 17    | 8    |